# Liste des associations étudiantes universitaires du Québec
Cette liste des associations étudiantes universitaires du Québec comprend les associations étudiantes locales. Elles représentent leurs étudiants auprès de leur établissement universitaires et du gouvernement du Québec. 

## Coalition de Résistance pour l’Unité Étudiante Syndicale(CRUES)
- Association facultaire étudiante de sciences humaines de l’UQAM (AFESH-UQAM)[1]
- Association facultaire de science-politique et droit de l'UQAM (AFESPED-UQAM)[2]
- Association générale étudiante du campus à Rimouski de l’UQAR (AGECAR)
- Association étudiante en anthropologie de l’Université de Montréal (AÉAUM)
- School of Community and Public Affairs Student association (SCPASA)
- Association des étudiantes et étudiants de la Faculté des sciences de l’Éducation de l’UQAM (ADEESE)
- Geography Undergraduate Student Society (GUSS)
- Association facultaire étudiante des arts de l’UQAM (AFEA)
- Regroupement des étudiant.e.s en sociologie de l’Université Laval (RÉSUL)
- Association étudiante de la majeure en environnement, société et transitions de l’Université de Montréal (AÉMESTUM)

## Union étudiante du Québec(UEQ)
- Association étudiante des cycles supérieurs de HEC Montréal (AECS HEC Montréal)
- Association des Étudiants de l’École Nationale d’Administration Publique (AÉÉNAP) (École nationale d'administration publique)
- Association des étudiants des cycles supérieurs de Polytechnique (AÉCSP) (Polytechnique Montréal)
- Association étudiante de Polytechnique (AEP) (Polytechnique Montréal)
- Association étudiante de l'école des sciences de la gestion (AéESG-UQAM) (Université du Québec à Montréal).
- Association étudiante de la Télé-Université (AÉTÉLUQ)
- Association Générale Étudiante de l'UQAT (AGEUQAT) (Université du Québec en Abitibi-Témiscamingue)
- Fédération des associations étudiantes du campus de l'Université de Montréal
- Bishop’s University Students’ Representative Council
- Regroupement étudiant de maîtrise, diplôme et doctorat de l'Université de Sherbrooke (REMDUS)[3]

## Confédération pour le rayonnement étudiant en génie au Québec (CRÉIQ)[4]
- Association étudiante de l'école de technologie supérieur (AEETS)
- Association des étudiants et étudiantes en génie de l'Université du Québec à Chicoutimi (AEGUQAC)
- Association étudiante de Polytechnique (AEP) (Polytechnique Montréal)
- Association des étudiants en sciences et en génie de l'Université Laval (AESGUL)
- Association générale des étudiants en génie de l'université de Sherbrooke (AGEG)
- Bioresource Engineering AssociationMacDonald-Stewart Building (BESS)
- Conseil des étudiants en génie de l'Université du Québec en Outaouais (CEG-UQO)
- Engineering & Computer Science Association (ECA)
- Engineering Undergraduate Society (EUS)
- Ingénierie Trois-Rivières (ITR)
- Regroupement des étudiants en génie agro-alimentaire de l'Université Laval (RÉGAAUL)
- Regroupement étudiant en Ingénierie de Drummondville (REID)
- Regroupement général des étudiants en génie de Rimouski (RGEGR)
- Société des étudiants et étudiantes en génie de l'Abitibi-Témiscamingue (SEEGAT)

## Fédération des associations étudiantes universitaires québécoises en éducation permanente (FAEUQEP)
- Association générale des étudiantes et étudiants de la Faculté de l’éducation permanente de l’Université de Montréal (AGEEFEP)
- Association générale des étudiant(e)s hors campus de l'Université de Trois-Rivières (AGEHCUQTR)

## Non affiliées à un regroupement national
- Fédération des étudiants de l'INRS (FEINRS) (Institut national de la recherche scientifique)[5]
- Association générale des étudiants et étudiantes du campus à Lévis (AGECALE) (Université du Québec à Rimouski)
- Mouvement des associations générales étudiantes de l'UQAC (MAGE-UQAC ) (Université du Québec à Chicoutimi)[6]
- Association générale des étudiants et étudiantes de l'Institut Armand-Frappier (AGEIAF) (Institut Armand-Frappier)
- Association générale étudiante de l'Université du Québec à Trois-Rivières (AGE UQTR)

### Université de Montréal
- Aménagement, cycles supérieurs (ACSA)
- Anthropologie, cycles supérieurs (AECSAUM)
- Architecture (RÉA)
- Architecture de paysage (RÉAP)
- Arts et sciences (Bac 120)
- Bibliothéconomie et des sciences de l'information (AEEEBSI)
- Biochimie, cycles supérieurs (AECSBUM)
- Biochimie et médecine moléculaire (AÉÉBCM)
- Bioéthique (AÉBiUM)
- Bio-informatique, cycles supérieurs (AÉBINUM)
- Biologie  (AÉBUM)
- Biologie, étudiants chercheurs (AÉCBUM)
- Centre d'études classiques (AÉCECUM)
- Chimie (AEDCUM)
- Communication (AECUM)
- Communication, cycles supérieurs (ECCSum)
- Communication et Politique (AÉCEP)
- Criminologie (AÉÉCUM)
- Démographie (AEDEM)
- Design (RED)
- Droit (AED)
- Droit, cycles supérieurs (ACSED)
- Économie-Politique (AÉÉPUM)
- Éducation (AGÉÉÉ)
- English graduate student's society (EGSS)
- English Studies Student Association (ESSA)
- Enseignement au secondaire (AÉESUM)
- Environnement et développement durable, cycles supérieurs (AECSEDDUM)
- Études est-asiatiques, (CÉTASE)
- Études Internationales, cycles supérieurs (AÉCSEI)
- Géographie (AÉGUM)
- Géographie, cycles supérieurs (AÉÉCSGUM)
- Histoire  (AÉHUM)
- Histoire, étudiants diplômés (AÉDDHUM)
- Histoire de l'art (AEEHAUM)
- Histoire de l'art, doctorat (Aesthesis)
- Informatique et recherche Opérationnelle (AÉDIROUM)
- Interactivité de l'Image Animée et du Son (MÉDIIAS)
- Kinésiologie, cycles supérieurs (AEKCS)
- Kinésologie et éducation physique (AEKEPUM)
- Linguistique (AELUM)
- Littérature comparée (AELCUM)
- Littérature de langue française (AELLFUM)
- Littérature et langues modernes (AELLMUM)
- Mathématiques et Statistique (AEMSUM)
- Mathématiques et statistiques, étudiants gradués (AECSMS)
- Médecine (AÉÉMUM)
- Médecine Dentaire (AEMDUM)
- Médecine vétérinaire (AEMVQ)
- Microbiologie, Infectiologie et Immunologie (AGEMIIUM)
- Muséologie, étudiants de la maîtrise (AÉMMUM)
- Musique (AÉMUM)
- Neurosciences (ADÉNUM)
- Nutrition (AÉNUM)
- Optométrie (AEOUM)
- Optométrie, cycles supérieurs (AÉCSÉO)
- Orthophonie et audiologie (ADÉOA)
- Pharmacie, CEL-BSBP (AÉPUM CEL-BSBP)
- Pharmacie, cycles supérieurs cell DESS (AEPUM-CS CEL-DESS)
- Pharmacie, cycles supérieurs (AEPUMCS)
- Pharmacie, Local-PharmD (AÉPUM CEL-Pharm.D./QeP)
- Philosophie (ADÉPUM)
- Physique (PHYSUM)
- Psychoéducation (AGÉPEUM)
- Psychoéducation et psychologie, bidisciplinaire (ABEPPUM)
- Psychologie, cycles supérieurs (AÉCSPUM)
- Psychologie, 1er cycle (AGÉÉPUM)
- Psychologie et sociologie (AEPSUM)
- Réadaptation (SÉRUM)
- Relations industrielles (SÉRIUM)
- Relations industrielles, maîtrise et de doctorat (SEMDRIUM)
- Santé Publique (AÉÉSPUM)
- Science politique, cycles supérieurs (AECSSPUM)
- Science politique et études internationales (AÉSPÉIUM)
- Science politique et philosophie (AESPEP)
- Sciences biomédicales (AÉSBUM)
- Sciences de l'éducation, cycles supérieurs (ACSE)
- Sciences économiques (AÉÉSÉUM)
- Sciences humaines appliquées (AGEESHA)
- Sciences infirmières (AÉSIUM)
- Sciences infirmières, cycles supérieurs (AÉCSFSIUM)
- Service social (AÉSSUM)
- Sociologie (RÉÉSUM)
- Sociologie, cycles supérieurs (ACSSUM)
- Théologie et sciences des religion (AÉTSRUM)
- Traduction (AETUM)
- Urbanisme, baccalauréat (RÉBU)
- Urbanisme, maîtrise (RÉMU)[7]

### Université du Québec à Montréal
- Association facultaire étudiante de langues et communication de l'UQAM (AFELC/UQAM)[8]
- Association étudiante du secteur des sciences de l'UQAM (AESS-UQAM)[9]
- Association des étudiantes et des étudiants de la Faculté des sciences de l'éducation de l'Université du Québec à Montréal (ADEESE-UQAM)
- Association des étudiants et étudiantes du phd en administration (AEPHDA-UQAM)

### Université Laval
- Confédération des associations d'étudiants et d'étudiantes de l'Université Laval
- Association des étudiantes et étudiants en Anthropologie de l’Université Laval (AÉÉA-UL)[10]
- Association étudiante de théâtre de l'université Laval (AGÉETUL)
- Association Générale des Étudiantes et Étudiants Prégradués en Philosophie (AGEEPP-UL)
- Association Départementale Étudiante de Physique de l’Université Laval (ADÉPUL)
- Regroupement des étudiant-e-s en sociologie de l’Université Laval (RÉSUL)
- Regroupement des étudiantes et des étudiants en arts visuels de l'Université Laval (RÉÉAV)
- Association des étudiants au Baccalauréat en Études Internationales et Langues modernes de l'Université Laval (ABEIL)
- Association des chercheur-e-s étudiant-e-s en philosophie (ACEP)[11]
- Association des chercheuses et chercheurs étudiant à la Faculté de médecine de l'Université Laval (ACCEM)[12]
- Association Générale des Étudiantes et Étudiants en Informatique de l'UQAM (AGEEI)[13]
- Regroupement des Étudiants en Chimie de l'Université Laval (RECUL)
- Association des étudiant.e.s en sciences sociales ULaval (AÉSS)

### Université McGill
- Association des étudiantes et étudiants de 2e et 3e cycle de l'Université McGill (AÉÉDTC / PGSS)
- Art History and Communication Studies Graduate Students Association (AHCSGSA)

### Université Concordia
- Concordia Student Union (CSU)
- Concordia Fine Arts Student Alliance (FASA)[14]
- Liberal Arts Society

### Université de Sherbrooke
- Fédération étudiante de l'Université de Sherbrooke (FEUS)[15]
- Association générale étudiante de la Faculté des lettres et sciences humaines de l'Université de Sherbrooke (AGEFLESH)[16]
- Association générale étudiante de médecine de l'Université de Sherbrooke (AGÉMUS)[17]
- Association générale étudiante de droit de l'Université de Sherbrooke (AGED)[18]
- Association générale étudiante en sciences de l'Université de Sherbrooke (AGES)[19]
- Association générale des étudiantes et étudiants de maitrise et doctorat en lettres et communication de l'Université de Sherbrooke (AGEMDELCUS)
- Regroupement étudiant de l'école de gestion de l'Université de Sherbrooke (REGS)[20]

### Université du Québec à Chicoutimi
- Association étudiante du Centre NAD
- Éducation préscolaire et enseignement primaire et cycles supérieurs en éducation (PRÉPRI/ACSÉ)
- Association des Étudiants Internationaux (AEI)
- Association des Sciences de la Terre (AEScT)
- Géographie
- Asso Art
- Sciences de l’environnement et des ressources renouvelables (RESERR)
- Doctorant.e en psychologie (ADP)
- Psychologie (REPSY)
- Linguistique et Langues modernes (LingLang)
- Sciences infirmières (BSI)
- Science politique et Coopération internationale (AESP)
- Biologie (AEB)
- Physiothérapie (ADEP)
- Lettres
- Chimie des produits naturels de l’UQAC
- Sociologie et histoire (AMESH)
- Association de l'Unité d'enseignement en Travail social (UETS)
- Kinésiologie
- Éducation physique
- Association des étudiant·e·s en intervention plein air (AEIPA)
- Adaptation scolaire
- Mathématique et Informatique (AEMI)
- Enseignement secondaire et professionnel (BES)
- Génie (AEGUQAC)
- Médecine (AGEMUS-Saguenay)
- Sciences administratives (AEMSA)